# Czechowice-Dziedzice (gmina)
Czechowice-Dziedzice – gmina miejsko-wiejska w województwie śląskim, w powiecie bielskim. W latach 1992–1998 gmina położona była w województwie katowickim.
Siedziba gminy to miasto Czechowice-Dziedzice. Miejscowości leżące w gminie to Czechowice-Dziedzice, Bronów, Ligota i Zabrzeg.
Według danych z 2016 roku gminę zamieszkiwało 44 970 osób.

## Struktura powierzchni
Według danych z roku 2002 gmina Czechowice-Dziedzice ma obszar 66,28 km², w tym:
- użytki rolne: 53%
- użytki leśne: 15%

Gmina stanowi 14,5% powierzchni powiatu.

## Historia
Współczesna miejsko-wiejska gmina Czechowice-Dziedzice powstała 1 stycznia 1992 w związku z połączeniem wiejskiej gminy Czechowice-Dziedzice z miastem Czechowice-Dziedzice w jedną jednostkę.

## Demografia

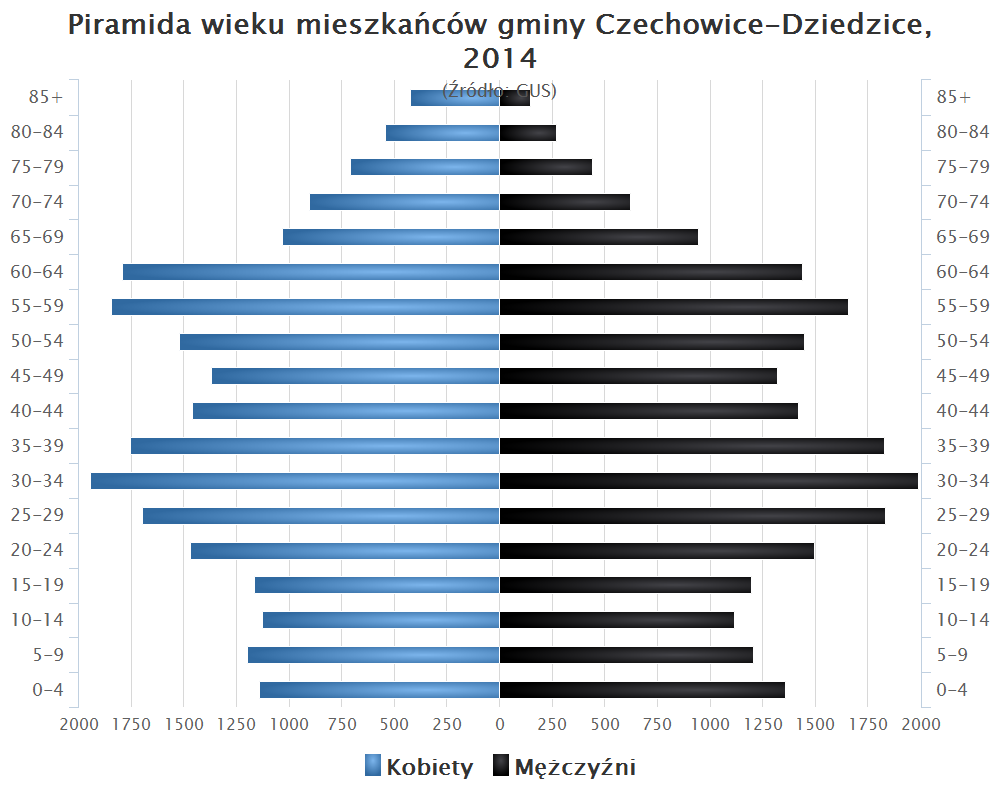
Piramida wieku mieszkańców gminy Czechowice-Dziedzice w 2014 roku

Dane z 30 czerwca 2004:
| Opis                              | Ogółem | Ogółem | Kobiety | Kobiety | Mężczyźni | Mężczyźni |
| --------------------------------- | ------ | ------ | ------- | ------- | --------- | --------- |
| jednostka                         | osób   | %      | osób    | %       | osób      | %         |
| populacja                         | 43 195 | 100    | 22 386  | 51,8    | 20 809    | 48,2      |
| gęstość zaludnienia (mieszk./km²) | 651,7  | 651,7  | 337,7   | 337,7   | 314       | 314       |

## Miejscowości wchodzące w skład gminy

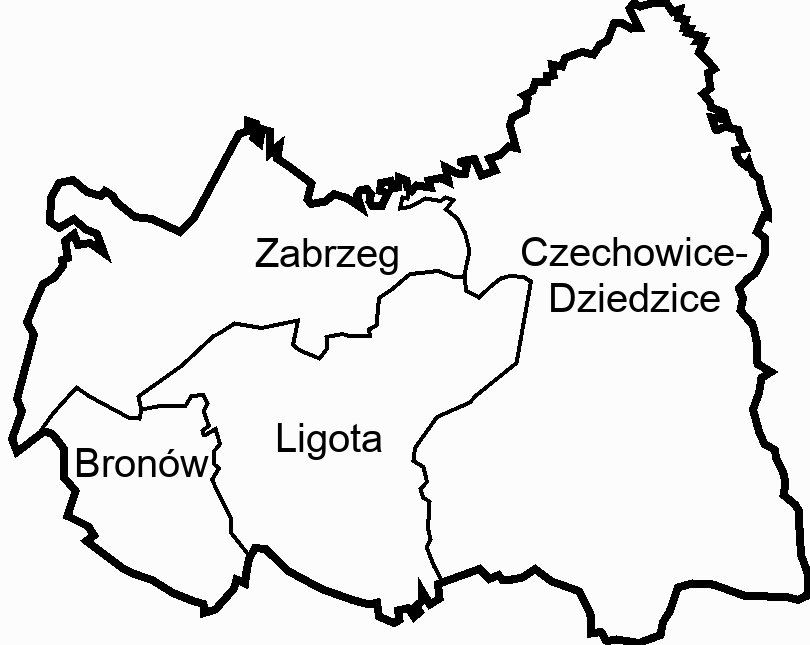
Miejscowości gminy Czechowice-Dziedzice

| Herb                    | Miejscowość                     | Powierzchnia (w km²) | Ludność (2009-12-31) | Gęstość zaludnienia (os./km²) |
| ----------------------- | ------------------------------- | -------------------- | -------------------- | ----------------------------- |
| herb Czechowic-Dziedzic | Czechowice-Dziedzice (siedziba) | 32,98                | 34483                | 1045,6                        |
| herb Bronowa            | Bronów                          | 6                    | 1053                 | 175,5                         |
| herb Ligoty             | Ligota                          | 14                   | 4509                 | 322,1                         |
| herb Zabrzegu           | Zabrzeg                         | 14                   | 3134                 | 223,9                         |

## Sąsiednie gminy
Bestwina, Bielsko-Biała, Chybie, Goczałkowice-Zdrój, Jasienica, Pszczyna